# Rosen Mateew
Rosen Mateew (bułg. Росен Матеев, ur. 25 marca 1961), bułgarski trener piłkarski. 
Jest wychowankiem szkółki piłkarskiej dla dzieci i młodzieży w Szumenie, w której grał na pozycji bramkarza, a później pracował jako trener, zdobywając z młodzieżowymi drużynami brązowe medale na krajowych mistrzostwach. Następnie prowadził męskie drużyny w Dewnii i w Szumenie oraz Swetkawicy Targowiszte. Od sezonu 2005/2006 jest pierwszym trenerem zespołu PFK Szumen 2001. Funkcję tę przejął po Iwanie Tankowie zwolnionym z powodu słabych rezultatów.  